# 468
| 468                |
| ------------------ |
| Dødsfald - Fødsler |
|                    |

| Gregoriansk kalender | 468 CDLXVIII            |
| Ab urbe condita      | 1221                    |
| Armensk kalender     | I/T                     |
| Kinesiske kalender   | 3164 – 3165 丁未 – 戊申 |
| Etiopisk kalender    | 460 – 461               |
| Jødisk kalender      | 4228 – 4229             |
| Hindukalendere       |                         |
| - Vikram Samvat      | 523 – 524               |
| - Shaka Samvat       | 390 – 391               |
| - Kali Yuga          | 3569 – 3570             |
| Iransk kalender      | 154 BP – 153 BP         |
| Islamisk kalender    | 159 BH – 158 BH         |

Se også 468 (tal)

## Dødsfald
- Pave Hilarius

| År | Spire Denne artikel om et år, årti, århundrede eller årtusinde er en spire som bør udbygges. Du er velkommen til at hjælpe Wikipedia ved at udvide den. |